# Iberodorcadion
Iberodorcadion es un subgénero de coleópteros cerambícidos del género Dorcadion.

## Sistemática y taxonomía
Su clasificación taxonómica ha sido, y sigue siendo, fuente de controversia debido a la variedad de formas anatómicas que presentan las especies. Se postuló su independencia de Dorcadion, pero la hipótesis más aceptada somete a Iberodorcadion al nivel de subgénero y no como género.[cita requerida]
Tanto Eduard Vives (1976),[cita requerida] que elevó Iberodorcadion a género independiente en base al estudio de su particular conformación del órgano copulador, como otros autores posteriores ya usan Iberodorcadion como género independiente de Dorcadion. Esta nueva posición taxonómica de Iberodorcadion ha quedado demostrada mediante el estudio del endofalo en toda la tribu Dorcadionini.[cita requerida]
Asimismo existen autores que consideran dudosa la existencia del género Iberodorcadion al tiempo que se ha propuesto recientemente la revisión y sinonimia de algunos subgéneros.

## Especies

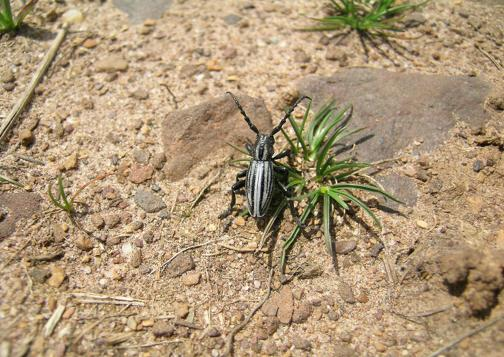
Dorcadion (Iberodorcadion) vanhoegaerdeni.

| - I. albicans - I. almarzense - I. amorii - I. aries - I. atlantis - I. becerrae - I. bolivari - I. brannani - I. castilianum - I. circumcinctum - I. coelloi - I. demandense - I. ferdinandi - I. fuentei - I. fuliginator - I. ghilianii - I. graellsii | - I. grustani - I. heydenii - I. hispanicum - I. isernii - I. korbi - I. loarrense - I. lorquinii - I. lusitanicum - I. marinae - I. marmotani - I. martinezii - I. mimomucidum - I. molitor - I. mosqueruelense - I. mucidum - I. mus | - I. neilense - I. nigrosparsum - I. nudipenne - I. ortunoi - I. perezi - I. pseudomolitor - I. segovianum - I. seguntianum - I. seoanei - I. spinolae - I. suturale - I. terolense - I. uhagonii - I. vanhoegaerdeni - I. zarcoi - I. zenete |

## Distribución
Tal y como su nombre indica, este subgénero se halla principalmente en la península ibérica, pero una especie particular (I. atlantis) está presente en Marruecos y dos (I. molitor, I. fuliginator) alcanzan la Francia occidental.